# Christina Gansel
Christina Gansel (* 24. Dezember 1957 in Krakow am See) ist eine deutsche Linguistin.

## Leben
Nach dem Studium (1976–1980) der Germanistik/Slawistik, Pädagogik und Psychologie an der Pädagogischen Hochschule Güstrow (Abschluss als Diplomlehrerin) war sie von 1980 bis 1984 befristete wissenschaftliche Assistentin im Bereich Deutsche Sprachwissenschaft an derselben. Nach der Promotion A 1984 bei Karl-Ernst Sommerfeldt war sie von 1984 bis 1986 unbefristete wissenschaftliche Assistentin im Bereich Deutsche Sprachwissenschaft der Pädagogischen Hochschule Güstrow. Nach dem Erwerb der Facultas Docendi 1986 (Lehrbefähigung für den Bereich Deutsche Sprache der Gegenwart), der Habilitation 1989, der Überleitung 1992 in die mitgliedschaftsrechtliche Stellung eines Professors laut HRG und Übernahme in die Personalstruktur der Universität Greifswald als wissenschaftliche Oberassistentin am Institut für Deutsche Philologie und der Umhabilitierung 1996 an der Universität Greifswald wurde sie dort 1999 zur außerplanmäßigen Professorin ernannt.

## Schriften (Auswahl)
- Semantik deutscher Verben in kognitionspsychologischer Sicht. Frankfurt am Main 1992, ISBN 3-631-44878-3.
- mit Frank Jürgens: Textlinguistik und Textgrammatik. Eine Einführung. Stuttgart 2009, ISBN 978-3-525-03250-3.
- Textsortenlinguistik. Göttingen 2011, ISBN 978-3-8252-3459-1.